# A csontevő
A csontevő (Bone Eater) amerikai horrorfilm, melyet 2007-ben mutattak be a Cinetel kiadásában. A rendező Jim Wynorski. A történet szerint egy indián legendából származó lény, a Csontevő gyilkolja egy kisváros lakóit, akik megszentségtelenítették az indiánok szent helyeit. 

## Szereplők
- Steve Evans serif (Bruce Boxleitner)
- Big Jim Burns (Gil Gerard)
- Neil Elroy/Miller (Paul Rae)
- Halottkém (Walter Koenig)
- Kelly Evans (Clara Bryant)
- Adoni Maropis (Johnny Black Hawk)
- Roark Critchlow (Deputy Roberts)
- Carlos Moreno Jr. (Randy Cook)
- Brian Gross (Dirk Pomeroy)
- Chuck Hansen (Adrian Alvarado)
- Dick Krant (Jim Storm)